# Florilegus similis
Florilegus similis är en biart som beskrevs av Urban 1970. Florilegus similis ingår i släktet Florilegus och familjen långtungebin. Inga underarter finns listade i Catalogue of Life.